# Bommanahalli, Mandya
Bommanahalli là một làng thuộc tehsil Mandya, huyện Mandya, bang Karnataka, Ấn Độ.